# Beatricse
A Beatricse női név a Beatrix olasz formájának magyar helyesírás szerinti átvétele, jelentése: boldogító, boldogságot hozó.

## Rokon nevek
Bea, Beatrix, Beatrisz, Trixi

## Gyakorisága
Az újszülötteknek az 1990-es években nem lehetett anyakönyvezni. A 2000-es és a 2010-es években sem szerepelt a 100 leggyakrabban adott női név között.
A teljes népességre vonatkozóan a Beatricse sem a 2000-es, sem a 2010-es években nem szerepelt a 100 leggyakrabban viselt női név között.

## Névnapok
január 18., július 29., augusztus 29., október 14.

## Híres Beatricsék
- Beatrice Portinari, Dante múzsája